# Gordon Goodwin (lekkoatleta)
Gordon Reginald Goodwin (ur. 17 grudnia 1895 w Lambeth, zm. w lutym 1984 w Leigh) – brytyjski lekkoatleta (chodziarz), medalista olimpijski z 1924.
Zdobył srebrny medal w chodzie na 10 kilometrów na igrzyskach olimpijskich w 1924 w Paryżu, za Ugo Frigerio z Włoch, a przed Cecilem McMasterem ze Związku Południowej Afryki.
Był mistrzem Wielkiej Brytanii (AAA) w chodzie na bieżni na 2 mile w 1924 i 1925 oraz w chodzie na 7 mil w 1924 i 1926, a także mistrzem Anglii (AAA) w chodzie na 2 mile w latach 1923-1925.
Na igrzyskach olimpijskich w 1948 w Londynie był sędzią zawodów w chodzie sportowym.